# Wiesen-Rispengras
Das Wiesen-Rispengras (Poa pratensis) ist eine Art aus der Gattung der Rispengräser (Poa) innerhalb der Familie der Süßgräser (Poaceae). Es ist eines der am weitesten verbreiteten und am häufigsten für Rasen und Weiden gesäten Süßgräser (Poaceae) Europas.

## Beschreibung

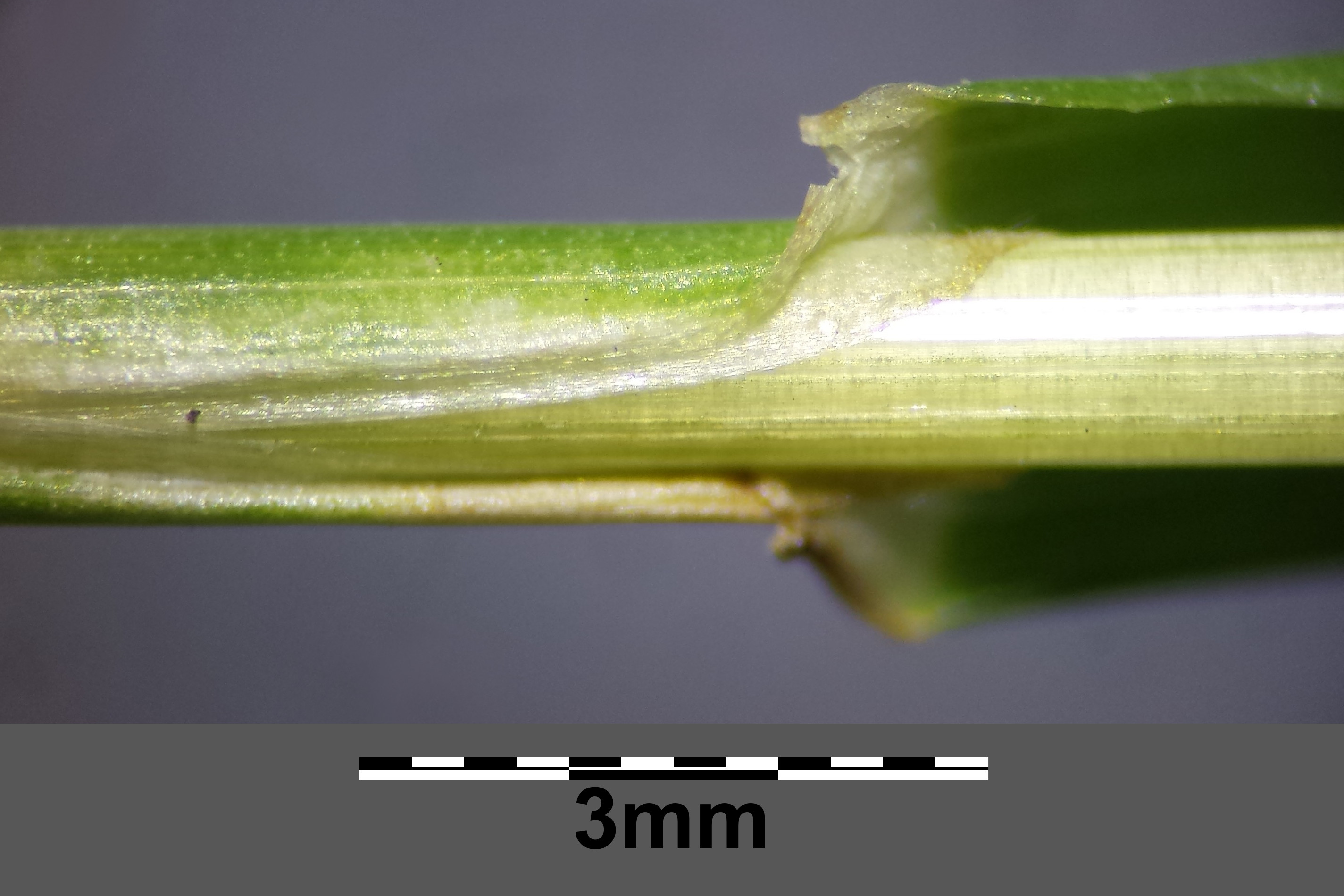
Stängel mit Blattscheide und typisch herunterlaufendem Blatthäutchen

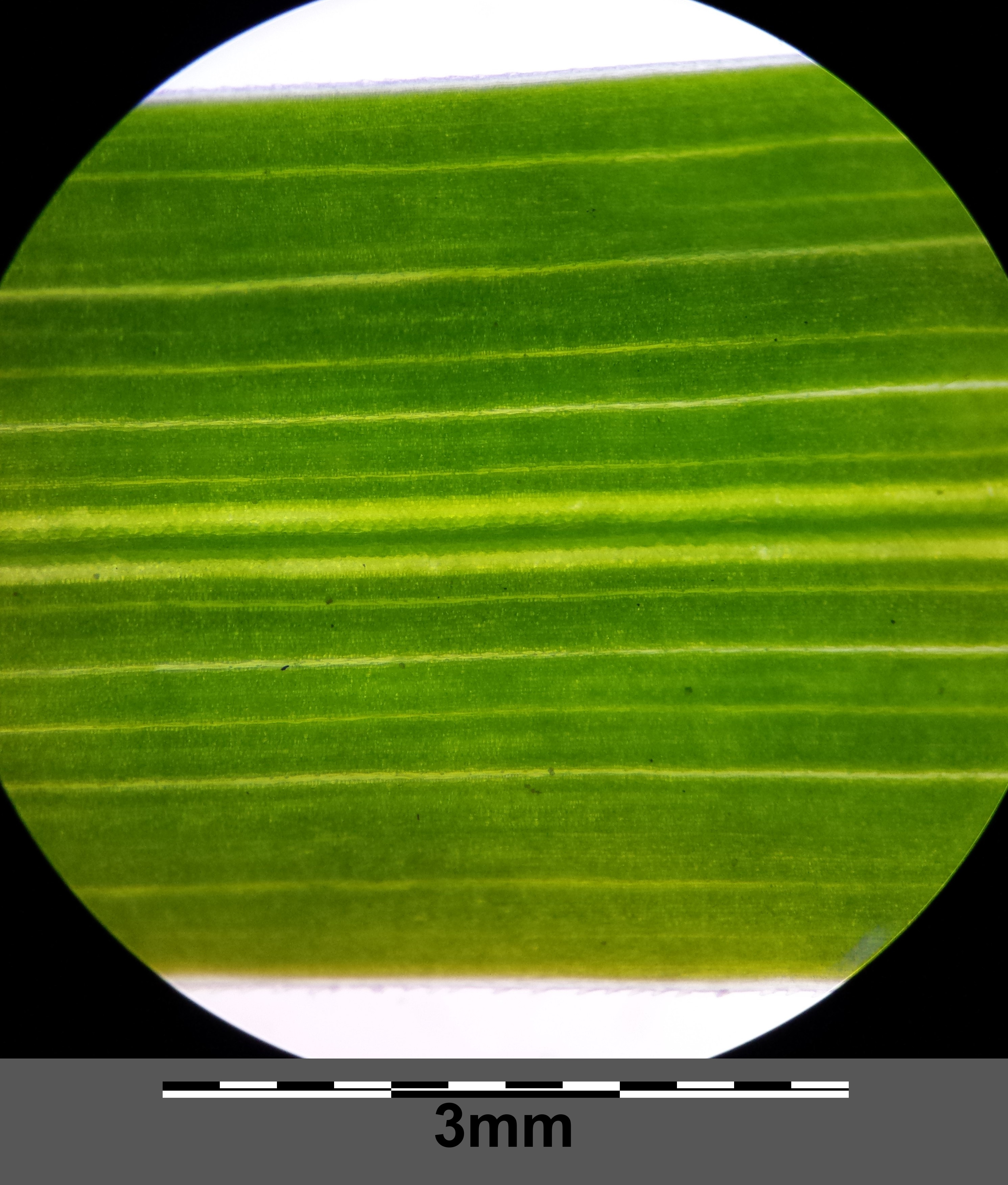
Die Laubblätter weisen in der Mitte eine Doppelrille auf.

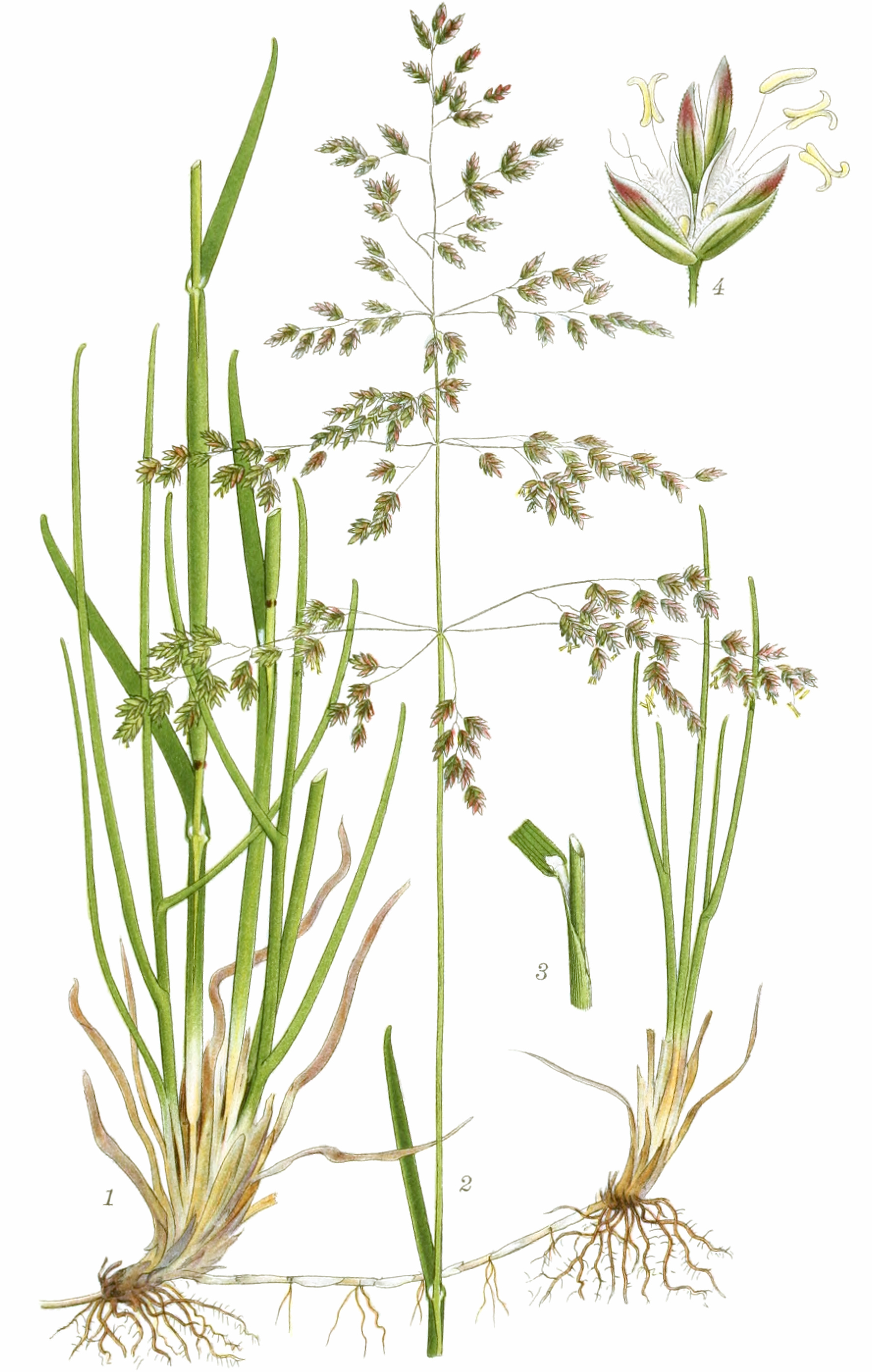
Poa pratensis, Illustration

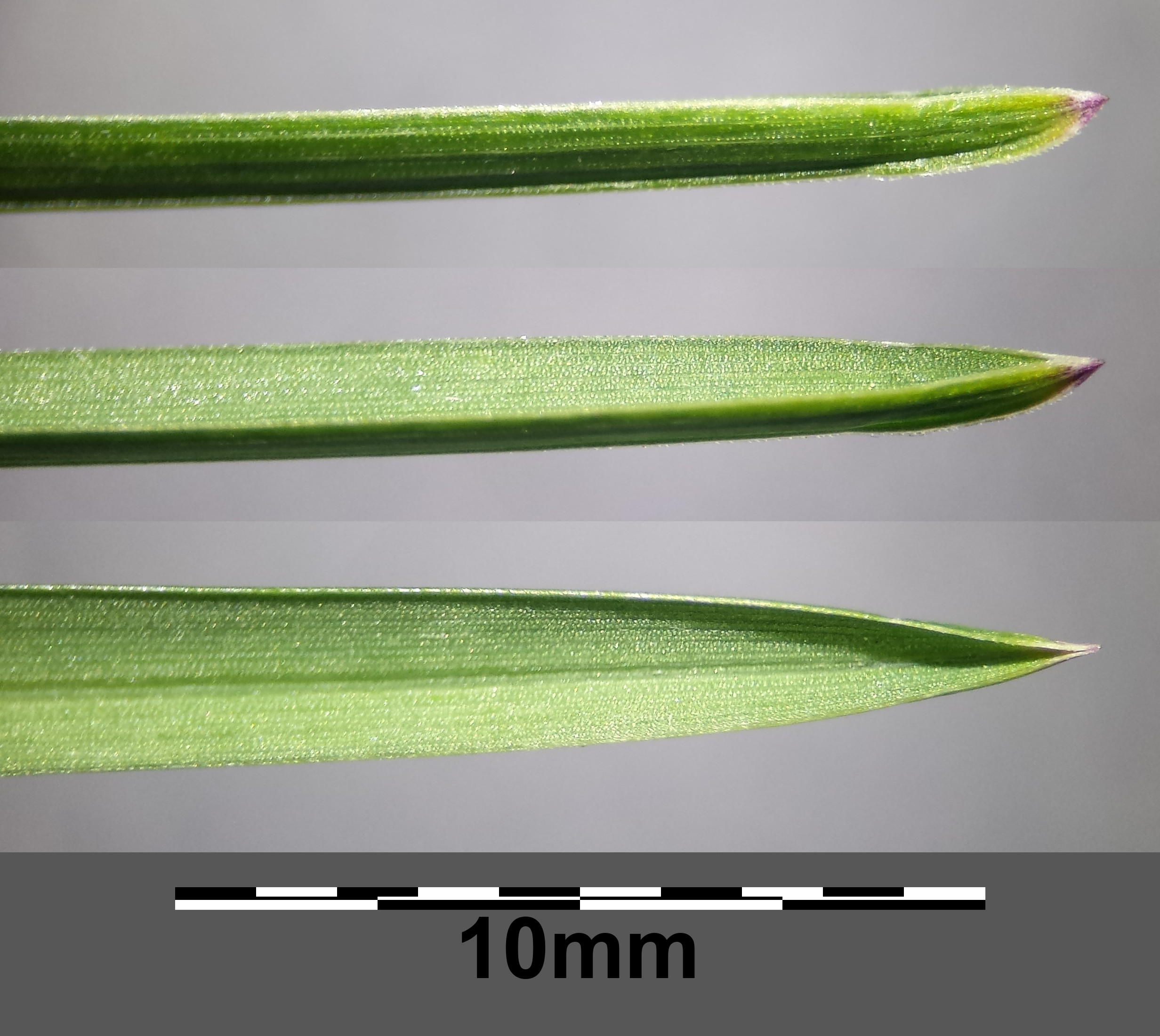
Laubblatt mit Kapuzenspitze

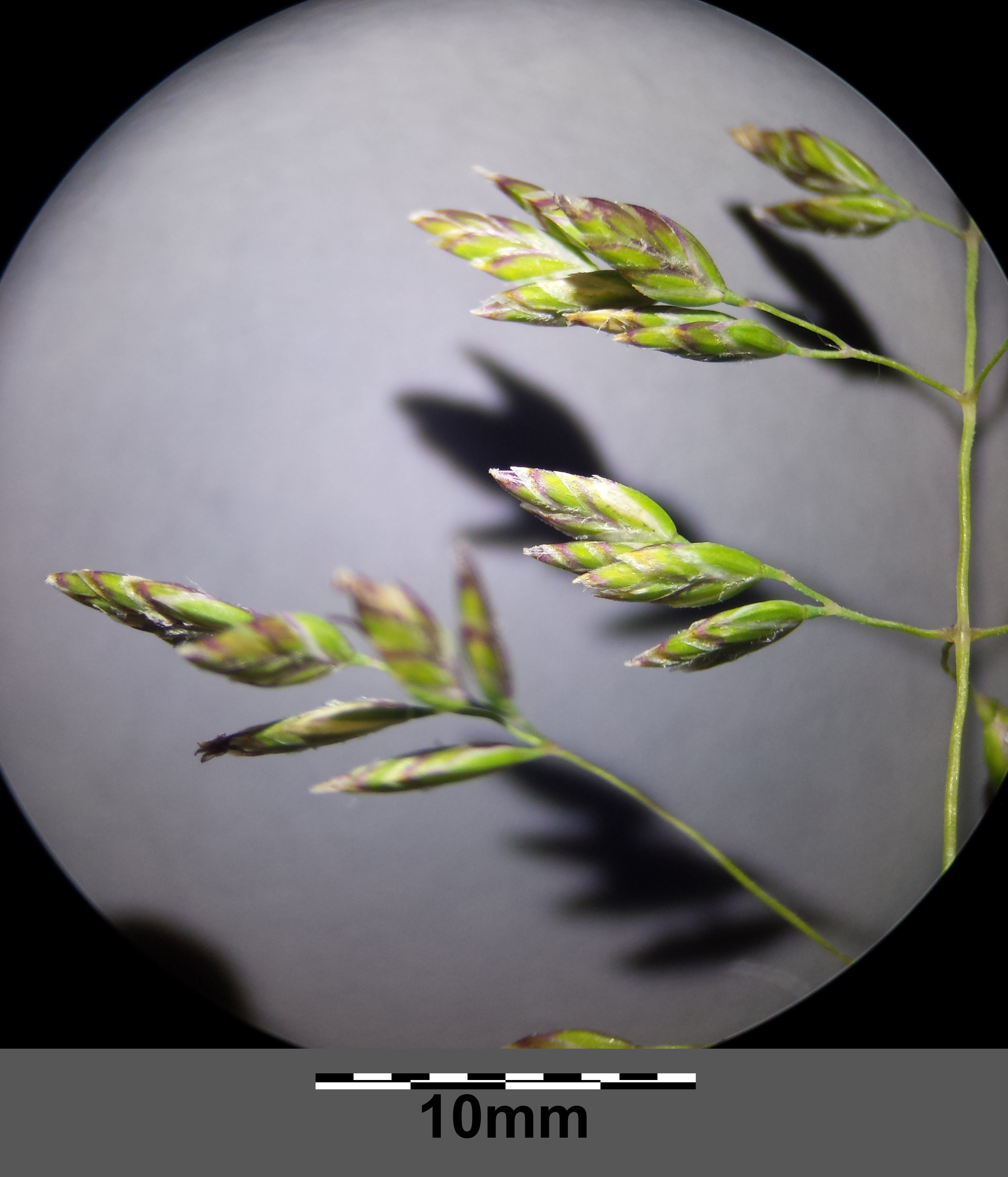
Rispe mit Ährchen

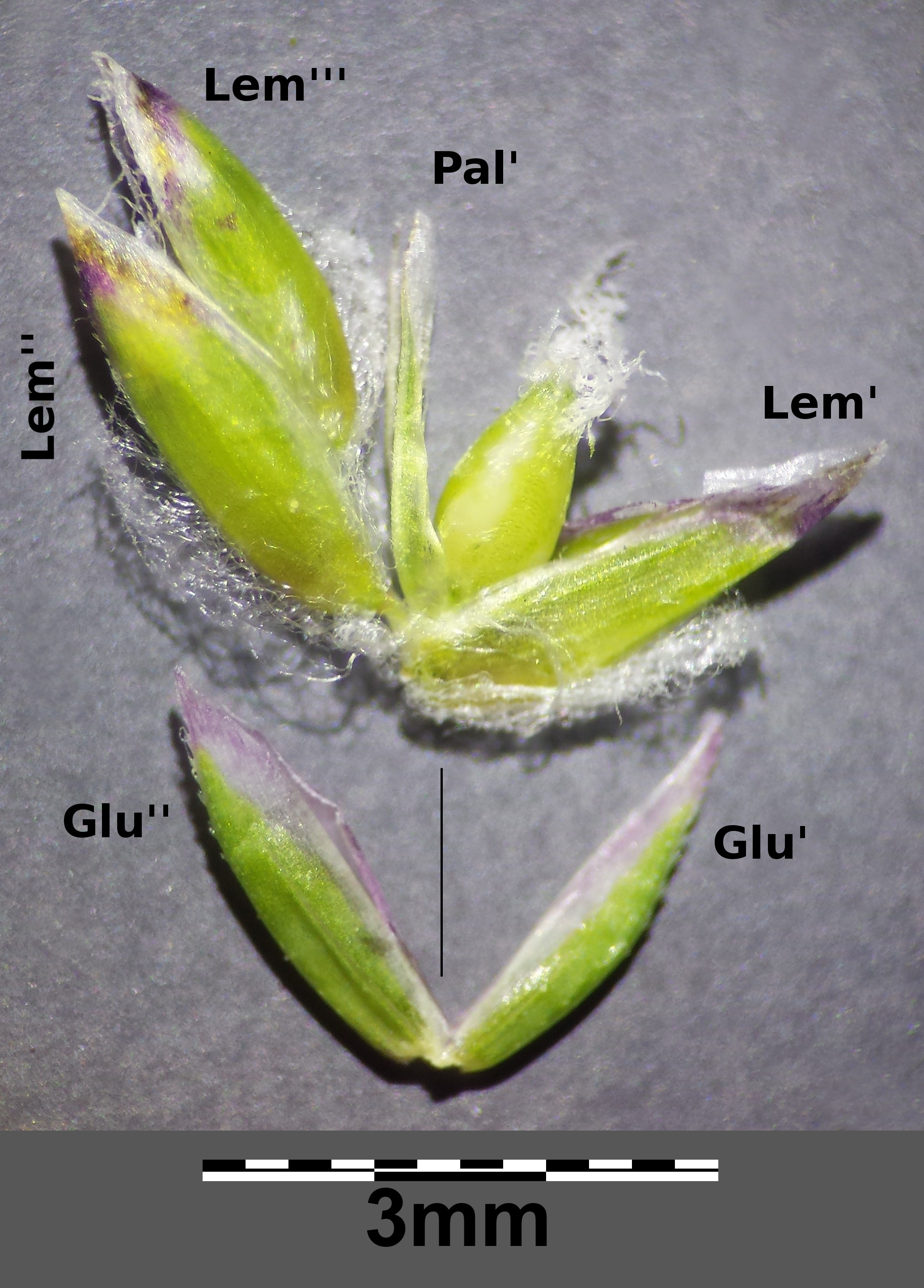
Zerlegtes Ährchen mit zwei Hüllspelzen (Glu) und drei jeweils in Deck- (Lem) und Vorspelze (Pal) eingehüllte Blüten

### Vegetative Merkmale
Das lockere rasenbildende, mehrjährige Gras erreicht normalerweise Wuchshöhen von 20 bis 60 cm und seine Farbe ist frisch grün bis grau-grün. Einige Unterarten sind deutlich kleiner oder blaugrün bereift. Die Bewurzelung besteht aus langen unterirdischen Kriechtrieben, feinen büscheligen Sprosswurzeln und aufsteigenden Blatt- und Triebsprossen. Die Blattspreiten der Erneuerungssprosse sind bis 30 Zentimeter lang und 2 bis 4 (bis 5) Millimeter breit. Ihre Ränder sind parallel und oben in einer kurzen kapuzenförmigen Spitze zusammengezogen. Die Ligula  der Halmblätter ist 1 bis 2 (bis 3) lang.

### Generative Merkmale
Die locker aufrechte und im Umriss pyramidenförmige Rispe besteht aus zahlreichen 4 bis 6 mm langen Ährchen. Häufig ist die Rispe violett, im Gebirge auch schwärzlich überlaufen. Die untersten Rispenäste stehen in der Regel zu viert, manchmal auch zu dritt oder fünft. Die untere Hüllspelze ist 1- bis 3-nervig und 2 bis 3,5 Millimeter lang; die obere ist dreinervig und 2,5 bis 4 Millimeter lang und etwas breiter als die untere. Die Deckspelzen sind deutlich fünfnervig und 3 bis 4 Millimeter lang. Sie sind in der unteren Hälfte auf dem Kiel und auf den äußeren Seitennerven mehr oder weniger dicht und kurz behaart. Die Vorspelzen sind 2,5 bis 3,3 Millimeter lang und zweinervig. Die Staubbeutel sind 1,6 bis 2 Millimeter lang. Die Blütezeit dauert von Mai bis Juli.
Die Chromosomenzahl beträgt 2n = 28, 50-78 oder 124.

## Verbreitung
Das Wiesen-Rispengras kommt in den gemäßigten Gebieten der ganzen Nordhemisphäre (Eurasien, Nordafrika, Nordamerika) vor. Südlich reicht das Gebiet bis zum nördlichen Mexiko. Nach Australien und in die Antarktis wurde es eingeschleppt. In Europa kommt es in allen Ländern vor und ist nur in Lettland und in Nordmazedonien noch nicht nachgewiesen. In Mitteleuropa ist es weit verbreitet und häufig, vom Tiefland bis ins hohe Alpengebiet.
Es wächst gerne auf sommerwarmen, nährstoffreichen, nicht zu nassen und nicht zu trockenen Lehmböden in Wiesen, auf Almen, an Wegrändern oder auch an Ruderalstellen. Es ist eine Charakterart der Klasse Molinio-Arrhenatheretea. Es steigt in den Alpen bei Zermatt bis zu einer Höhe von 3125 Metern Meereshöhe auf.
Die ökologischen Zeigerwerte nach Landolt et al. 2010 sind in der Schweiz: Feuchtezahl F = 3+ (feucht), Lichtzahl L = 4 (hell), Reaktionszahl R = 3 (schwach sauer bis neutral), Temperaturzahl T = 3 (montan), Nährstoffzahl N = 4 (nährstoffreich), Kontinentalitätszahl K = 3 (subozeanisch bis subkontinental), Salztoleranz = 1 (tolerant).

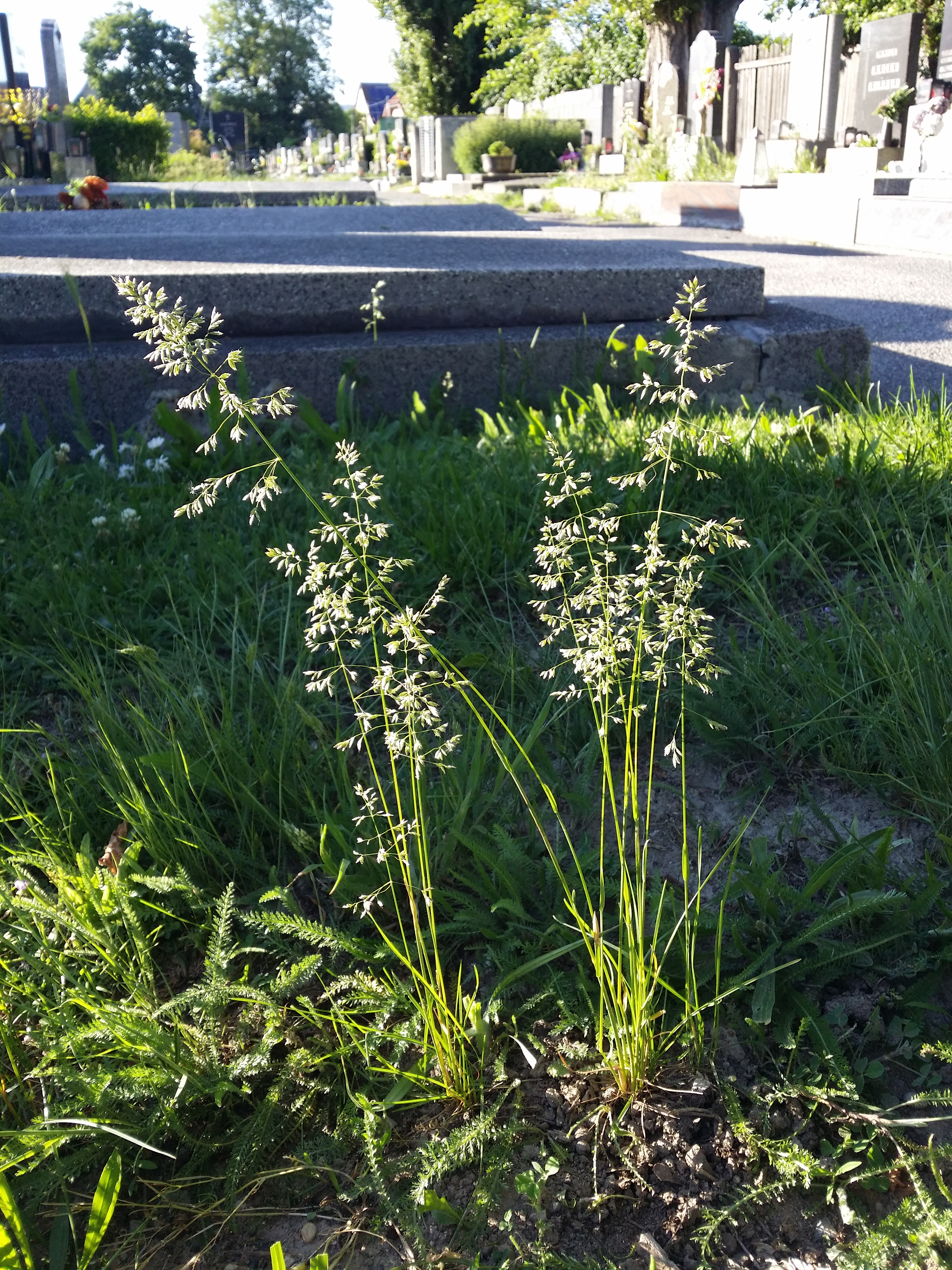
Schmalblättriges Wiesen-Rispengras (Poa angustifolia)

## Taxonomie und Systematik
Das Wiesen-Rispengras wurde 1753 von Carl von Linné in Species Plantarum Tomus I, S. 67 als Poa pratensis erstbeschrieben. Auch das Schmalblättrige Wiesen-Rispengras wurde von Carl von Linné auf derselben Seite diese Werks als Poa angustfolia erstbeschrieben.
Das Wiesen-Rispengras wird auch mit verwandten Arten zu einem Aggregat zusammengefasst. Andere Autoren stellen diese verwandten Arten als Unterarten zum Wiesen-Rispengras. Das sind:
- Schmalblättriges Wiesen-Rispengras (Poa angustifolia L.) als Poa pratensis subsp. angustifolia (L.) Gaudin: Es kommt in Europa in fast allen Ländern vor und fehlt nur in Irland, Lettland und Nordmazedonien. In Island kommt es eingeschleppt vor.[5] Die ökologischen Zeigerwerte nach Landolt et al. 2010 sind in der Schweiz für diese Sippe: Feuchtezahl F = 2w (mäßig trocken aber mäßig wechselnd), Lichtzahl L = 4 (hell), Reaktionszahl R = 4 (neutral bis basisch), Temperaturzahl T = 3 (montan), Nährstoffzahl N = 3 (mäßig nährstoffarm bis mäßig nährstoffreich), Kontinentalitätszahl K = 4 (subkontinental), Salztoleranz = 1 (tolerant).[7]

- Poa humilis Ehrh. ex Hoffm.  als Poa pratensis subsp. irrigata (Lindm.) Lindb. f. (Syn.: Poa subcaerulea Sm., Poa athroostachya Oett.): Sie kommt in Mitteleuropa zerstreut bis selten vor auf feuchten Wiesen, an Flussläufen, an Waldwegen, auf Kahlschlägen, in Kalksümpfen und in Seggenmooren.[8]
- Poa pratensis L. subsp. pratensis
- Poa alpigena Lindm. als Poa pratensis subsp. rigens (Hartm.) Tzvelev: Sie kommt in der subarktischen und subalpinen Zone der nördlichen Halbkugel vor südlich bis Mexiko.[5]

Darüber hinaus können aber folgende Unterarten unterschieden werden:
- Poa pratensis subsp. colpodea (Th. Fr.) Tzvelev: Sie kommt in Skandinavien und im nördlichen Russland vor.[5]
- Poa pratensis subsp. dolichophylla (Hack.) Portal: Sie kommt auf Korsika vor.[5]
- Poa pratensis subsp. jordanii Portal: Sie kommt in Frankreich vor.[5]
- Poa pratensis subsp. turfosa (Litv.) Vorosch.: Sie kommt in Europa in Litauen und im nordwestlichen Russland vor.[5]

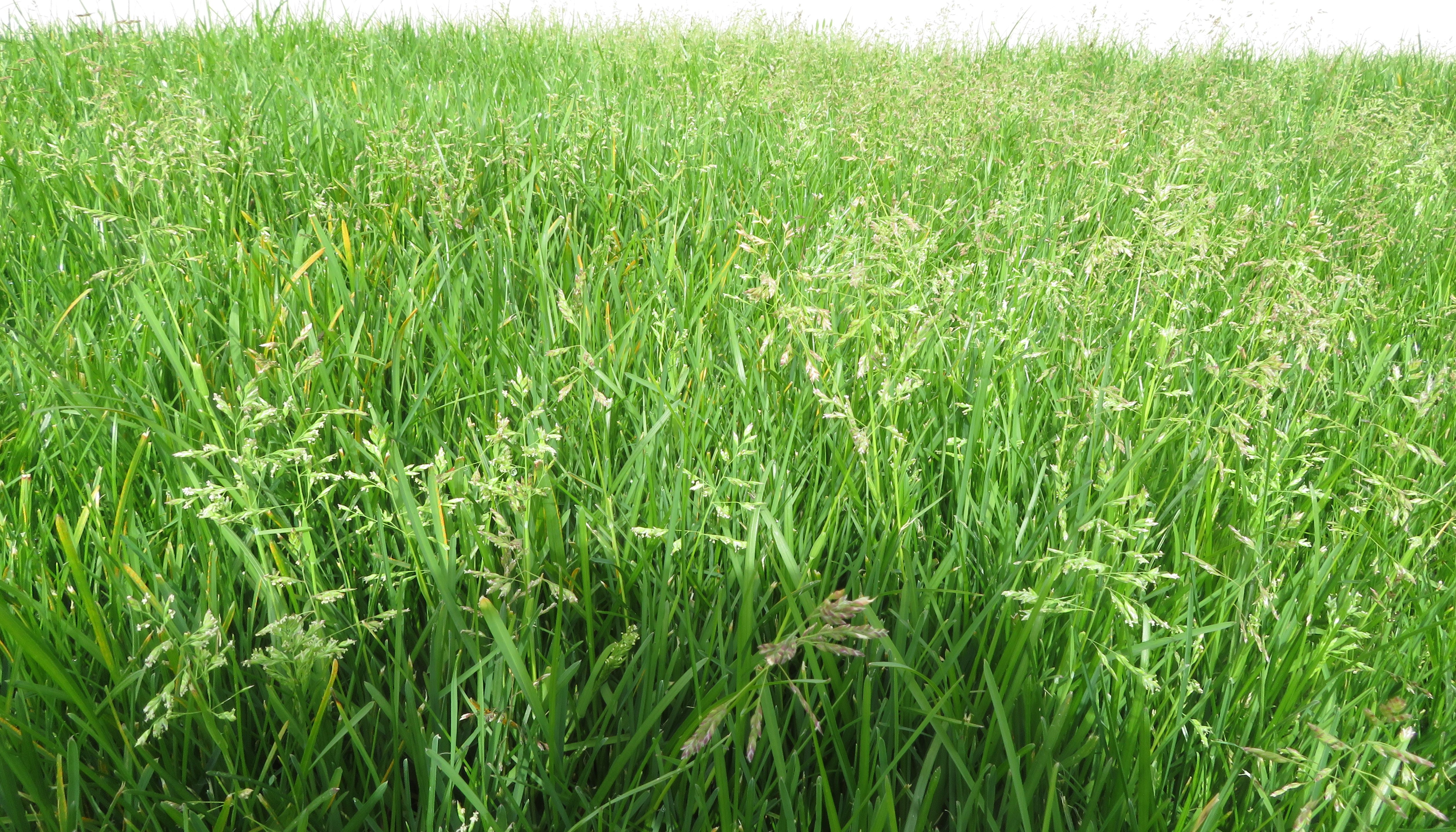
Ungemähter Rollrasen mit Wiesen-Rispengras in Blüte

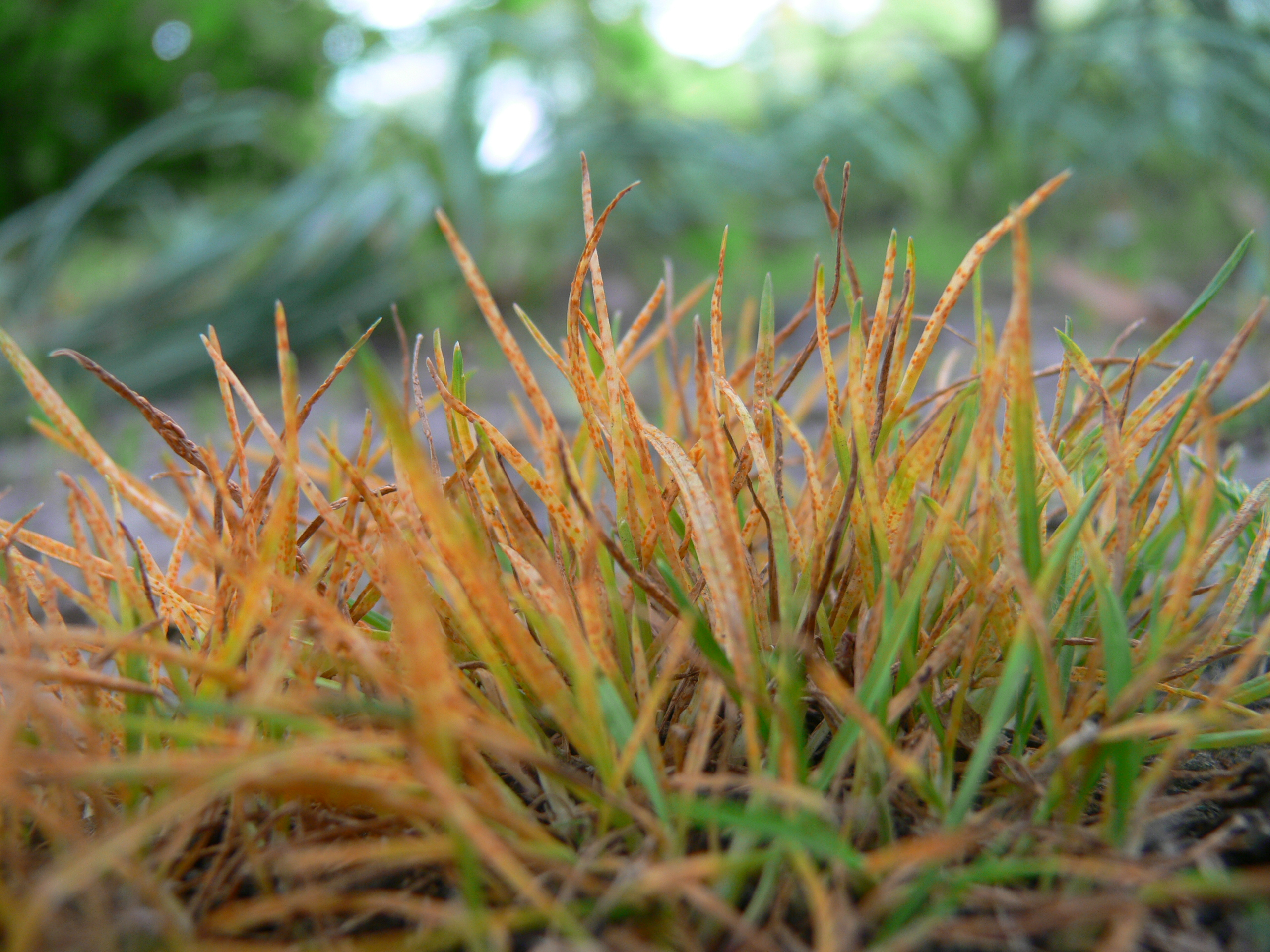
Wiesenrispengras befallen vom Wiesenrispenrost (Puccinia poae-nemoralis)

## Sonstiges
Das Wiesen-Rispengras ist eines der wertvollsten Futtergräser und wird sehr häufig auf Weiden ausgesät. Auch die meisten Rasenmischungen enthalten es zu einem guten Prozentsatz, da es relativ trittfest ist und Trockenheit gut verträgt. Es bevorzugt Standflächen mit ausreichend Licht wie Wiesen, Weiden und gegebenenfalls lichte Wälder.
Wegen seiner Häufigkeit gehört es während seiner Blütezeit zu den Hauptverursachern des Heuschnupfens.
Es gibt zahlreiche Unterarten und Formen, die sich im Aussehen und in der Verwertbarkeit teils erheblich unterscheiden können. Zu den veredelten Sorten gehören besonders niedrigwachsende und gut nachwachsende Rasensorten, die für Sport- und Spielplätze geeignet sind. Umgekehrt werden für Weideland die bis zu einem Meter hoch aufschießenden Futtersorten geschätzt, die hohe Düngegaben vertragen.
Die Art Poa pratensis hat mit ihren speziell in Kentucky wegen der Bodenbeschaffenheit oft blaugrünen Blättern der Musikrichtung Bluegrass ihren Namen gegeben.
Das Wiesenrispengras wird häufig vom Rostpilz Wiesenrispenrost (Puccinia poae-nemoralis) befallen.